# Exalphus gounellei
Exalphus gounellei là một loài bọ cánh cứng trong họ Cerambycidae.